# 闻承烈
闻承烈（1889年—1976年），字樸庭，山東省威海衛人，中華民国军事将领。馮玉祥手下的「十三太保」之一。

## 生平
闻承烈自陸軍大学毕业后，加入禁衛軍。中华民国成立後的1914年（民国3年），加入馮玉祥率领的陸軍第16混成旅。1923年（民国12年），升任第42团团長。1926年（民国15年），出任国民軍軍官教導团团長。此後，历任第21混成旅旅長、第32混成旅旅長、西北軍兵站总監。
1929年（民国18年），出任国民革命軍第二集团軍兵站总監、第7軍副軍長。反蒋介石战争中，馮玉祥敗北後，聞承烈随韓復榘来到山東省，出任济南市市長。1936年（民国25年）9月，获授陸軍中将銜。11月，任山東省政府顧問。抗日战争期間，担任第6战区司令長官部兵站中将总監。
1946年（民国35年）11月，当选制憲国民大会代表。中華人民共和国成立後，留在中国大陸，任中央文史研究館館員。
1976年，闻承烈病逝。享年88岁。